# 山田康
山田 康（やまだ やすし、1939年 - 2022年〈令和4年〉12月27日）は、日本の地方公務員。広島市水道局長、同企画総務局長、同監査委員、同助役を歴任。瑞宝小綬章受章。

## 人物・経歴
広島市役所に入庁し、1993年 (平成5年) 4月 水道局長、1995年4月 同職を山岡俊英と交代し市民局長、1996年4月 同職を黒川浩明と交代し若狭武治の後任として総務局長、1997年4月 企画総務局長、1999年4月 同職を黒川浩明と交代し同市監査委員、2002年7月 広島市助役就任。2006年7月 助役 (後に副市長) 一期目の任期満了、2007年6月 米神健を後任として副市長を辞職。
2022年12月 広島市西区の自宅で死去。

## 栄典
2020年11月 令和2年秋の叙勲で地方自治功労により瑞宝小綬章を受章